# Liebe (1971)
Liebe (ungarisch Szerelem) ist ein ungarisches Filmdrama von Károly Makk aus dem Jahr 1971. Es beruht auf den zwei Kurzgeschichten Szerelem (1956) und Két asszony (1962) von Tibor Déry. Die beiden weiblichen Hauptrollen spielen Lili Darvas und Mari Törőcsik. Der Schwarz-Weiß-Film erhielt 1971 bei den Internationalen Filmfestspielen von Cannes den Preis der Jury und einen Sonderpreis.
Der Film wird von der Filmkritik zu den Filmklassikern gezählt und wurde 2016 in Cannes in der „Classics section“ in einer restaurierten Fassung gezeigt. Ungarische Filmkritiker zählen den Film zu den zwölf bedeutendsten Filmen aus ungarischer Produktion.

## Handlung
Der Film spielt in Ungarn in der stalinistischen Zeit Anfang der 1950er Jahre. Bei einer Aktion gegen Regimekritiker wurde János, ein Filmregisseur, verhaftet und zu zehn Jahren Gefängnis verurteilt. Seine Frau Luca hat ihren Mann seither nicht mehr gesehen und wird im Unklaren über seinen Zustand gehalten. Sie wird als politisch unzuverlässig aus dem Schuldienst entlassen. Sie muss sich nun als Zeitungskassiererin durchschlagen, sie wird überwacht und drangsaliert. Auch ihre Freunde sind vor Angst gelähmt. In ihre große Stadtwohnung werden ihr vom Staat Untermieter eingewiesen. Um zu leben, muss sie jetzt nach und nach die wertvollen Möbel verkaufen.
In einem kleinen Vorstadthaus wohnt ihre neunzigjährige Schwiegermutter, die altersschwach und bettlägerig in einem Zimmer mit ihren Büchern und einem Sammelsurium von Geschirr, Decken und Bildern vergangener Zeiten lebt und von einer Haushälterin bekocht wird. Luca besucht sie täglich und bringt regelmäßig frische Blumen und kleine Überraschungen mit, sie spielen das Spiel des vermeintlich Nichtbeschenktseinwollens. Die Schwiegermutter hängt an János, ihrem jüngsten Sohn, sie erwartet von ihm große Dinge und dass er sie stolz macht, er war allerdings schon als Kind eigensinnig und vorwitzig, so wie sie selbst. Sie ist mit der Schwiegertochter und auch ihrer Schönheit sehr zufrieden, und die beiden haben einen vertrauten Umgang. Allerdings hat Luca ihr die Verhaftung und Verurteilung des Sohnes vor einem Jahr nicht erzählt, sondern sie in den Glauben versetzt, dass er in die USA gereist sei, um dort einen Film zu drehen. Sie sorgt dafür, dass die Mutter von ihr gefälschte Briefe des Sohnes aus Amerika erhält, in denen er von seinen Erfolgen schreibt, aber auch, dass er wegen Produktionsschwierigkeiten an einer sofortigen Rückkehr gehindert sei. Diese (vermeintlichen) gesellschaftlichen Erfolge rufen in der Mutter Erinnerungsbilder aus ihrer eigenen großbürgerlichen Vergangenheit hervor. Luca dagegen balanciert unter der Last der Sorgen um János und der Komödie, die sie aufführen muss, am Rande des Nervenzusammenbruchs. Die Mutter wartet auf János Rückkehr, verfällt aber zusehends und muss nun Tag und Nacht von der Haushälterin und Luca gepflegt werden, eine fremde Pflegekraft lehnt sie in ihrem Stolz ab. Sie gerät in einen Dämmerzustand und stirbt nicht in den Armen des Sohnes, wie sie sich das erwartet hat.
Ein paar Monate nach ihrem Tod wird János unvermittelt [nach Stalins Tod 1953] aus dem Gefängnis entlassen. Als Luca abends nach Hause kommt, erwartet János sie in ihrem Zimmer. Sie versichern sich ihrer anhaltenden Liebe.

## Produktion
Nach Fertigstellung des Drehbuchs stockte in Ungarn die Realisierung sechs Jahre lang, bis ab 1969 das bundesdeutsche ZDF die Produktion subventionierte. Die Erstaufführung war am 21. Januar 1971, die der deutschen Synchronisation am 8. Mai 1972 im Fernsehprogramm des ZDF. Der Film wurde von Mafilm produziert und in Ungarn von MOKÉP vertrieben.

## Auszeichnungen
Szerelem lief auf den Internationalen Filmfestspielen von Cannes 1971 im Wettbewerb um die Goldene Palme, er erhielt den Preis der Jury und einen Sonderpreis.
Zum Wettbewerb und zur Preisverleihung bekam nur der Regisseur einen Reisepass, in Cannes anwesend war auch die international etablierte Schauspielerin Lili Darvas.
Der Film wurde als ungarischer Beitrag für die Kategorie Bester fremdsprachiger Film bei der Oscarverleihung 1972 benannt, wurde aber nicht nominiert.